# Klement Bochořák
Klement Bochořák (18. leden 1910 Kunštát – 10. srpen 1981 Brno) byl moravský knihovník, básník a spisovatel katolické orientace.

## Život
Narodil se v rodině úředníka c. k. berního úřadu Lva Bochořáka (1873) a Marie roz. Firlingerové (1874–1951). Oženil se s Julií roz. Lehkou (1905–1981), se kterou měl dva syny a dceru Zdeňku Valouškovou (1932–1990).
V letech 1926–1927 studoval obchodní akademii v Brně, avšak studium nedokončil a až do konce druhé světové války se živil příležitostnými pracemi (soudní praktikant, dělník, úředník zásobovacího úřadu).
V letech 1944–1946 byl členem Moravského kola spisovatelů. Od roku 1945 pracoval jako knihovník v různých brněnských knihovnách. V roce 1960 byl propuštěn, byl mu přiznán invalidní důchod a od té doby se věnoval jen literatuře.
Je pochován v Brně na ústředním hřbitově (odd. 82 hrob 76–77).

### Památka
Je po něm pojmenována Bochořákova ulice v Brně-Žabovřeskách.

## Dílo
Svou barokizující poezii začal publikovat ve 30. letech. Ve čtyřicátých letech 20. století publikoval v katolicky orientované „Revue pro život a kulturu“ Řád, která mu věnovala i pozornost kritickou. Po únoru 1948 ji nemohl publikovat, přeorientoval se tedy na tvorbu pro děti. K básním pro dospělé se vrátil na konci 50. let.

### Poezie
- Mladý žebrák (1935)
- Žluč a víno (1938)
- Jasy (1940)
- Listopad (1940)
- Uschlé květiny (1942)
- Zápisník (1943)
- Snář a planetář (1944)
- Tři slzy (1947)
- Svět, pláň andělská (1947)
- Poutník (1948)
- Cesty a zastavení (1958)
- Básně pro velké děti (1964)
- Věčná loviště (1969)
- Proudění (1971)
- Křížová cesta (1976)
- Staronové básně (1993)

### Próza pro děti
- Barevná sklíčka (1948)
- Betlem (1948)
- Hračky (1949) – později vyšlo pod názvem Kouzelné hračky (1956)
- U krále Vendelína (1950)
- Příběhy a vzpomínky po večerech sebrané (1958)
- Legendy (1982)
- O Modrovousovi (1999)

### Paměti
- V druhé světnici (1969)